# Gunnel Lindblom

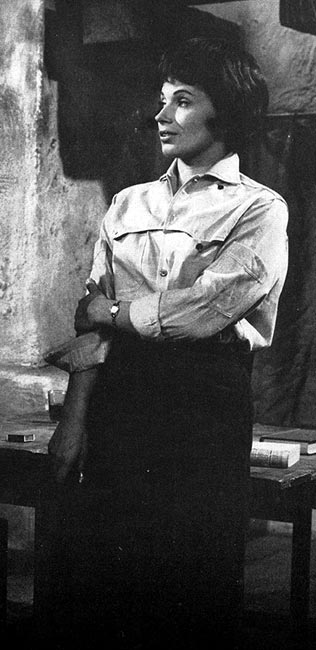
Gunnel Lindblom (1963)

Gunnel Lindblom, właśc. Gunnel Märtha Ingegerd Lindblom (ur. 18 grudnia 1931 w Göteborgu, zm. 24 stycznia 2021) – szwedzka aktorka filmowa i teatralna, kojarzona zwłaszcza z licznych ról w filmach Ingmara Bergmana.

## Filmografia
- 2000: Når mørket er forbi jako Anna
- 2000: Ljuset haller mig sallskap jako ona sama
- 1997: Szwedzki bohater (Svenska hjältar) jako Eva
- 1996: I rollerna tre jako ona sama
- 1995: Nadja jako Babcia
- 1994: Betraktelse jako narrator (głos)
- 1993: Hedda Gabler jako Juliane Tesman
- 1991: Capità Escalaborns
- 1991: Guldburen jako Margareta Kallin
- 1984: Bakom jalusin jako Bente Sanders
- 1984: Träpatronerna jako Maria Jonsson
- 1981: Sally och friheten jako Nora
- 1978: Bomsalva jako Alma Andersson
- 1974: Frihet är det bästa ting
- 1973: Sceny z życia małżeńskiego (Scener ur ett äktenskap) jako Eva
- 1971: Bröder Carl jako Lena Holmberg
- 1970: Reservatet jako Anna
- 1969: Ojciec (Fadern) jako Laura
- 1968: Dziewczęta (Flickorna) jako Gunilla
- 1967: Onkel Vanja jako Żona profesora
- 1967: Onda cirkeln, Den jako Maria
- 1966: Yngsjömordet jako Anna Mansdotter
- 1966: Głód (Sult) jako Ylajali
- 1966: Dans van de reiger, De jako Elena
- 1965: Miss Julie
- 1965: Rapture jako Karen
- 1964: Är du inte riktigt klok? jako Ellen Ringmar
- 1964: Zakochane pary (Älskande par) jako Adele Holmström
- 1963: Smutsiga händer jako Olga
- 1963: Min kära är en ros jako Nini Ahlgren
- 1963: Och har du en ros... jako Doris
- 1963: Milczenie (Tystnaden) jako Anna
- 1962: Goście Wieczerzy Pańskiej (Nattvardsgästerna) jako Karin Persson
- 1961: Bröllopet på Seine jako Marinette
- 1960: Respektfulla skökan, Den jako Lizzie
- 1960: Glas vatten, Ett jako Królowa Anna
- 1960: Źródło (Jungfrukällan) jako Ingeri
- 1960: Benjamin jako Siostra
- 1960: Goda vänner, trogna grannar jako Margit
- 1959: Skuggornas klubb jako Mabel
- 1959: Masen jako Nina Mihajlovna Sarjetjnaja
- 1959: Oväder på Sycamore street jako Phyllis Hayes
- 1958: Rabies jako Jenny
- 1958: Venetianskan jako Valeria
- 1957: Siódma pieczęć  (Sjunde inseglet, Det) jako dziewczyna
- 1957: Tam, gdzie rosną poziomki (Smultronstället) jako Charlotta Borg
- 1956: Krut och kärlek jako Inga
- 1956: Pieśń purpurowego kwiatu (Sången om den eldröda blomman) jako Kerstin
- 1955: Dziewczyna w deszczu (Flickan i regnet) jako Ingrid
- 1952: Miłość (Kärlek) jako Rebecka Andersson